# Typha glauca
Typha glauca är en kaveldunsväxtart som beskrevs av Dominique Alexandre Godron. Typha glauca ingår i släktet kaveldun, och familjen kaveldunsväxter. Inga underarter finns listade i Catalogue of Life.